# Cattedrale dell'Ascensione di Nostro Signore (Satu Mare)
La cattedrale dell'Ascensione di Nostro Signore è la chiesa cattedrale della diocesi di Satu Mare. Si trova nella città di Satu Mare, in Romania.

## Storia e descrizione
La cattedrale di Satu Mare è stata costruita tra il 1830 ed il 1837 su progetto di József Hilda, utilizzando parti della precedente cattedrale barocca (costruita nel 1786). Soluzioni architettoniche esterne sono prevalentemente in stile neoclassico, mentre negli interni prevalgono caratteristiche barocche.